# Sunburst (filme)
Sunburst é um filme estadunidense de 1975, dos gêneros drama e suspense, dirigido por James Polakof, roteirizado pelo diretor, James Keach e David Pritchard, música de Ed Bogas.

## Sinopse
Um casal em férias é atacado por estupradores.

## Elenco
- Peter Hooten ....... Robert
- Kathrine Baumann ....... Jenny
- Ric Carrott ....... Marshall
- Anne Lockhart ....... Tina
- Robert Englund ....... Michael Sutherland
- Rudy Vallee ....... Proprietário
- James Keach ....... Levon
- David Pritchard ....... Danker
- Randy Ralston ....... o Pregador
- Susan McCormick ....... Susan
- Peter Brown ....... o Professor